# Lucius Licinius Lucullus
Lucius Licinius Lucullus (deutsch auch Lukullus oder Lukull; * 117 v. Chr.; † 56 v. Chr.) war ein römischer Senator und Feldherr. Er bekleidete 74 v. Chr. das Konsulat. Nach der Eroberung großer Teile des kleinasiatischen Königreiches Pontos führte er den Beinamen Ponticus. Bekannt wurde er vor allem durch seinen Reichtum und grandiose Gastmahle.

## Leben

### Abstammung
Er war ein Sohn des gleichnamigen Prätors von 104 v. Chr. und Enkel des gleichnamigen Konsuls von 151 v. Chr. Seine Mutter war Caecilia Metella Calva, die Schwester des Quintus Caecilius Metellus Numidicus und des Lucius Caecilius Metellus Delmaticus, Vater von Caecilia Metella Dalmatica, Sullas vorletzter Ehefrau.

### Militärische und politische Karriere
Lucullus gehörte politisch zur Partei der Optimaten. Seine Karriere begann er als Militärtribun unter Sulla während des Bundesgenossenkrieges. Als Quästor unterstützte er 88 v. Chr. Sullas Marsch auf Rom. Anschließend unterstützte er Sulla im Ersten Mithridatischen Krieg, indem er eine Flotte aufbaute, die Mithridates’ Admiral Neoptolemos schlug. Auf Anweisung Sullas ließ er Mithridates, den das Heer des zu den Popularen zählenden Gaius Flavius Fimbria in Pitane eingeschlossen hatte, bewusst übers Meer entkommen. Nach dem Friedensschluss mit Mithridates blieb Lucullus in der Provinz Asia, um die Steuern einzutreiben. Laut Plutarch versuchte er die Lasten für die Bevölkerung zu verringern.
Lucullus kehrte 80 v. Chr. nach Rom zurück und wurde im darauffolgenden Jahr kurulischer Ädil zusammen mit seinem Bruder Marcus Terentius Varro Lucullus und schon 78 v. Chr. mit einem besonderen Dispens Prätor. Anschließend war er von 77 bis 75 v. Chr. als Proprätor in Africa.
Nach seiner Rückkehr war Lucullus 74 v. Chr. zusammen mit Marcus Aurelius Cotta, einem Onkel Gaius Iulius Caesars, Konsul. In diesem Jahr besetzte Mithridates VI. Bithynien. In Asia kam es zu Aufständen gegen die drückenden römischen Steuern. Als amtierender Konsul wurde Cotta mit der Niederschlagung beauftragt, während Lucullus (mit Hilfe des einflussreichen Senators Publius Cornelius Cethegus) als Prokonsulat Cilicia erhielt.
Er führte das römische Heer im Dritten Mithridatischen Krieg (74–64 v. Chr.) zunächst erfolgreich durch Kleinasien, kam dem bedrängten Cotta zur Hilfe und schlug die gegnerische Flotte. Bithynia wurde zur römischen Provinz. Obwohl Lucullus einem direkten Zusammenstoß mit Mithridates aus dem Weg ging, weil er dessen überlegene Kavallerie fürchtete, gelang es ihm, seinen Gegner erst nach Pontos zurückzudrängen. Mithridates floh 72 v. Chr. zu seinem Schwiegersohn, König Tigranes II. von Armenien. Anstatt Mithridates zu verfolgen, eroberte Lucullus das Königreich Pontos und ordnete die Provinz Asia. Erst dann zog er gegen Tigranes zu Felde und besiegte ihn und Mithridates in der Schlacht von Artaxata am 6. Oktober 68 v. Chr.
Eine von seinem Schwager Publius Clodius Pulcher geschürte Meuterei des Heeres hinderte ihn, den Feldzug fortzusetzen. Lucullus wurde vom Senat zurückgerufen und 66 v. Chr. in der Lex Manilia durch Pompeius ersetzt. Er kehrte nach Rom zurück, wo er bis 63 v. Chr. vor den Toren der Stadt auf seinen Triumph warten musste. Von den großen Reichtümern, die er während des gesamten Feldzuges erbeutet hatte, etwa bei der Eroberung Tigranokertas, der Hauptstadt des Königreiches Armenien, errichtete er sich mehrere prachtvolle Villen in der Umgebung Roms und einen Palast auf dem Palatin. Sein Vorhaben, die römische Verwaltung in Asia zu reformieren – insbesondere die Auswüchse des von Privatunternehmern, den sogenannten Publicani, betriebenen Steuerpachtsystems zu beschneiden – machte ihn bei diesen sehr unbeliebt.

### Privatleben
Lucullus war mit Clodia, der jüngsten Schwester von Publius Clodius Pulcher, verheiratet, von der er sich 66 v. Chr. wieder scheiden ließ, wohl eher aus politischen Gründen als wegen des ihr nachgesagten inzestuösen Verhältnisses zu ihrem Bruder. Später heiratete er Servilia, eine jüngere Schwester oder Nichte von Servilia Caepionis und Cato. Von ihr hatte er einen Sohn.
Nach Sullas Tod wurde er zum Vormund von dessen Kindern Faustus und Cornelia Fausta.
Laut Plinius importierte er aus der pontischen Stadt Giresun die ersten Kirschen, die sich dann innerhalb von 120 Jahren bis Britannien ausbreiteten. Möglicherweise war damit eine einzelne Zuchtform gemeint, denn dass die Wildform der Kirsche, die Vogel-Kirsche, in Europa weitverbreitet war und mindestens seit der Steinzeit genutzt wurde, gilt durch archäologische Funde als gesichert.
Lucullus hatte in den eroberten Städten die persische Gartenkunst kennengelernt und ließ in Rom und Neapel ausgedehnte Gärten und mit kostbaren Skulpturen ausgeschmückte Villen anlegen.
Bekannt wurde er vor allem wegen seiner üppigen Gastmahle. Noch heute spricht man von „lukullischen Genüssen“ oder einem „lukullischen Mahl“. Auch die Süßspeise „Lukullus“ (Kalter Hund) ist nach ihm benannt. Lucullus war jedoch kein geistloser Prasser, sondern ein – auch philosophisch gebildeter – Gourmet, der es liebte, zu repräsentieren, und seine umfangreiche Bibliothek gerne Interessierten öffnete.

### Letzte Jahre und Tod
Im Februar 59 v. Chr. legte Caesar als Konsul das Agrargesetz des Pompeius, durch das dessen Veteranen mit Landlosen versorgt werden sollten, dem Senat vor. Der andere Konsul Marcus Calpurnius Bibulus, der gegen das Gesetz war, suchte die Entscheidung zu verzögern und wurde dabei von Lucullus und Cato unterstützt. Nun wandte sich Caesar direkt an das Volk. Am Abstimmungstag begleiteten Lucullus und Cato den Bibulus zum Castortempel, von wo aus Bibulus gegen die Abstimmung zu interzedieren versuchte. Von Pompeius herbeigerufene Veteranen vertrieben den Konsul und seine beiden Begleiter, die in ein Haus am Palatin flohen, woraufhin Caesars Antrag vom Volk angenommen wurde.
Als bald danach erneut ein Gesetzesvorschlag zur Anerkennung aller Verfügungen des Pompeius im hellenistischen Osten eingebracht wurde, wollte Lucullus letztmalig in einer Contio in einer freimütigen Rede dagegen opponieren, wurde aber von Caesar durch Wiederholen altbekannter Vorwürfe und Gewaltandrohung mundtot gemacht. Im Sommer 59 v. Chr. sollte der berüchtigte Denunziant Lucius Vettius im Auftrag Caesars ein fingiertes Attentat auf Pompeius durchführen, sich dabei erwischen lassen und dann zahlreiche Gegner der Triumvirn als vermeintliche Auftraggeber nennen. Nach seiner Festnahme machte Vettius u. a. auch Lucullus als angeblichen Verschwörer zur Ermordung des Pompeius namhaft, stieß aber auf keinen Glauben und kam kurz darauf im Gefängnis ums Leben. Im September 59 v. Chr. trat Lucullus als Geschworener im Repetundenprozess gegen Lucius Valerius Flaccus auf. Cicero wandte sich in seiner Verteidigungsrede für den Angeklagten an Lucullus und zeigte dabei Hochachtung für dessen charakterlichen Vorzüge.
Als der Volkstribun Publius Clodius Pulcher Anfang 58 v. Chr. die Verabschiedung eines Gesetzes beantragte, das die Strafverfolgung aller Personen ermöglichte, die römische Bürger ohne Prozess zum Tod verurteilt hatten, wandte sich der dadurch bedrohte Redner Cicero u. a. auch um Rat an den mit ihm befreundeten Lucullus. Später bereute Cicero, dass er Lucullus’ Rat, in Rom zu bleiben, nicht gefolgt, sondern ins Exil gegangen war. Da kurz danach auch Cato unter einem scheinbar ehrenvollen Auftrag aus Rom entfernt wurde, war der Senat durch das Fehlen dieser beiden hartnäckigen und wortmächtigen Gegner der Triumvirn gefügt gemacht worden. Lucullus konnte diese Lücke nicht füllen und scheint nun politisch machtlos gewesen zu sein. Wegen seines Exils war Cicero – der wichtigste erhaltene zeitgenössische Gewährsmann – über die damaligen Ereignisse in Rom wenig informiert, sodass für die Zeit ab Mitte 58 v. Chr. kaum etwas über die letzten eineinhalb Lebensjahre von Lucullus bekannt ist.
Das Todesdatum des Lucullus lässt sich auf den Zeitraum zwischen Mitte Dezember 57 und 13. Januar 56 v. Chr. eingrenzen. Laut seinem Biographen Plutarch, der sich auf Cornelius Nepos als Gewährsmann beruft, sei Lucullus an den Folgen eines mit drogenartigen Substanzen vermischten Liebestranks gestorben, den ihm sein griechischer Freigelassener Kallisthenes zur Gewinnung seiner Gunst verabreicht habe. Durch das Lucullus beigebrachte Gift sei sein Verstand in seiner letzten Lebenszeit zerrüttet worden, sodass sein Bruder Marcus Terentius Varro Lucullus die Vormundschaft für ihn übernahm. Möglicherweise handelt es sich bei Nepos’ Bericht um ein von Lucullus’ politischen Gegnern gezielt gestreutes Gerücht, um einen von ihnen beauftragten Giftmord zu verschleiern und zudem den Licinier moralisch zu diskreditieren.
Unbekannt ist, wo Lucullus begraben liegt. Plutarch hielt zwar fest, dass dem Volk in Erinnerung an Lucullus’ frühere Leistungen die Beisetzung seines Leichnams auf dem Campus Martius vorgeschwebt habe, sein Bruder Marcus ihn jedoch auf seinem tusculanischen Gut beerdigt wissen wollte. Einen in diesem Zusammenhang diskutierten Sepulkralbau sucht man vergebens, da unbekannt ist, welche Möglichkeit wahrgenommen wurde. Die Vermutung, seine Grabstelle sei in den Gärten des Lucullus im östlichsten Marsfeld, am Pincio und nahe der Via Flaminia zu verorten, bestätigte sich ebenfalls nicht.

## Archäologie
Bei Ausgrabungen bei der Erweiterung der Hertziana-Bibliothek in Rom wurde im Mai 2007 ein zu den berühmten Gärten des Lucullus gehörendes Nymphäum entdeckt.